# Distrito Urdaneta
Distrito Urdaneta fue la entidad territorial del estado Zulia (Venezuela) que precedió al municipio La Cañada de Urdaneta y que ocupaba el mismo territorio que el municipio La Cañada, fue nombrado en honor a su hijo más ilustre el general en jefe Rafael Urdaneta.

## Ubicación
Limitaba al norte con el distrito Maracaibo, al sur y al oeste con el distrito Perijá y al este con el Lago de Maracaibo.

## Historia
El distrito Urdaneta fue creado como una nueva división político territorial del estado Zulia a partir de 1872 cuando el estado Zulia, fue dividida en los distritos Maracaibo, distrito Mara, distrito Páez, Urdaneta, Perijá, distrito Sucre, distrito Bolívar y distrito Miranda. Su capital fue establecida en la población de La Concepción.
- 1872 Inicialmente el territorio se llamó Bolívar como una subdivisión del cantón Maracaibo
- 1882 Cambia de nombre y se establece como Distrito Urdaneta
- 1945 La Richmond Exploration Company, descubre con el pozo 7 – F- 1 el campo Boscán, uno de los mayores campos petrolíferos del Zulia con miles de pozos.
- 1946 La Richmond descubre el campo Ensenada cerca de Palmarejo con el pozo Zulia 1-1 (IK – 1).
- 1955 La Creole Petroleum Corporation descubre el campo Urdaneta en el lago de Maracaibo con el pozo UD – 1.
- 1963 Es descubierto el campo García cerca de Potreritos.
- 1985 se crean las parroquias Potreritos y Andrés Bello.
- 1989 Primeras elecciones directas y primer alcalde, se disuelve el Distrito Urdaneta y comienza el Municipio La Cañada de Urdaneta.

## Geografía
El distrito Urdaneta estaba conformado entre 1872 y 1989 por el actual municipio La Cañada de Urdaneta.
Estaba constituido por tierras bajas cerca de la desembocadura del río Palmar, y hasta las costas del lago de Maracaibo, las cuales están dedicadas al cultivo. Durante la existencia del distrito se descubrieron yacimientos petrolíferos.

## Parroquias
Al momento de su creación el Distrito Urdaneta estaba conformado por las parroquias:
- El Carmelo
- Concepción
- Chiquinquirá

Luego de más de un siglo sin cambios, en 1985 se establecieron las parroquias Potreritos y Andrés Bello, quedando su división territorial exactamente como la del actual municipio La Cañada que la heredó.

## Poblaciones
Entre los pueblos que conformaban el Distrito Urdaneta estaban:
- La Concepción
- Nuevo Palmarejo
- La Ensenada
- El Carmelo
- Potreritos

## Actividad económica
El distrito Urdaneta era una región principalmente agropecuaria. Más adelante, el descubrimiento de yacimientos de petróleo pesado en tierra y de yacimientos de petróleo liviano en el lago lo convirtieron en una de las zonas petroleras del estado Zulia.

## Política
El Distrito Maracaibo era gobernado desde su fundación por un Prefecto y un Consejo Municipal, los cuales eran elegidos por el gobierno de turno, así durante las dictaduras eran funcionarios del gobierno o militares y durante la democracia era miembros del partido gobernante de turno o partidos aliados, así hubo prefectos de AD, COPEI, URD y el MEP.
El Consejo municipal estaba constituido igualmente por funcionarios representando el gobierno de turno, durante el período democrático podían ser de un partido o una alianza de partidos como los nombrados anteriormente.
Las funciones del distrito eran más limitadas que las de las alcaldías actuales e incluían:
Catastro
- Impuestos municipales comerciales
- Emisión de timbres fiscales
- Ornato
- Registro Civil

El distrito también ejercía funciones de educación como Distrito Escolar Urdaneta bajo el Ministerio de Educación, y a su vez organizaba eventos deportivos como juegos inter escuelas o inter distritos.
Funciones como vialidad, servicios, vivienda quedaban bajo la potestad exclusiva del ejecutivo nacional de turno, por medio de organismos como el Ministerio de Transporte y Comunicaciones, Gas del Distrito, Cadafe (la compañía eléctrica), El Instituto Municipal del Aseo Urbano (IMAU), El Instituto Nacional de Obras Sanitarias (INOS), El Ministerio de la Salud, el Ministerio de Educación (ME), el Instituto Nacional de la Vivienda (INAVI).
El centralismo ocasionaba el retraso de las obras, la mala planificación (sin conocer realmente la zona con proyectos hechos en Caracas) y el abandono, para lo que el distrito era impotente.

## Disolución
La reforma de la constitución de Venezuela de 1961 realizada en 1989 conocida como Reforma del estado, tenía como objetivo reordenar el espacio geográfico creando la figura de los municipios, democratizar y descentralizar la administración pública creando gobernadores, alcaldes y concejales electos por el pueblo. Con tal motivo se realizó un estudio donde se dividieron algunos distritos y el Distrito Urdaneta pasó a ser Municipio La Cañada de Urdaneta con su mismo territorio y parroquias.
Además las alcaldías tendrían personalidad propia y no serían solo divisiones administrativas, con el derecho a establecer sus propios símbolos, y con mayor autonomía para decretar ordenanzas.
También se buscaba la descentralización pasando los servicios a compañías privadas regionales, o locales con lo cual Cadafe pasó a ser ENELVEN (Energía Eléctrica de Venezuela), el INOS pasó a ser Hidrolago.
Los alcaldes también tendrían un presupuesto y mayores facultades que los prefectos, con responsabilidades en seguridad, servicios, vialidad, transporte y vivienda.

## Legado
Al cambiar la denominación de distrito a municipio se decidió conservar el homenaje al hijo más ilustre de dichas tierras el general Rafael Urdaneta, sin embargo se añadió la referencia al nombre con que popularmente se conoce la zona como La Cañada, por lo que pasó a ser Municipio La Cañada de Urdaneta, que lo distingue de otros municipios Urdaneta del país.